# 圣佩德罗-德比拉马霍尔
圣佩德罗-德比拉马霍尔，是西班牙加泰罗尼亚巴塞罗那省的一个市镇。总面积34平方公里，总人口2809人（2001年），人口密度83人/平方公里。